# Kvazikategorija
Kvazikategorija (ili kvazi-kategorija, ili slabi ili unutarnji Kanov kompleks) je struktura u matematici koja se smatra modelom za tzv. (beskonačno,1)-kategoriju, više kategorijsku generalizaciju pojma kategorije, za koju se vjeruje da ima više međusobno ekvivalenmtnih modela koji su donekle poznati. Alexandre Grothendick je uveo konstrukciju nerva kategorije, koja funktorijalno pridružuje kategoriji simplicijalni objekt, njezin nerv; to pridruživanje je zapravo vjeran funktor. Nerv kategorije je primjer kvazikategorije. Svaki Kanov kompleks je također primjer. 

## Definicija
Kvazikategorija C je simplicijalni skup koji zadovljava unutarnje Kanove uvjete (slabe Kanove uvjete): svaki unutarnji rog u C, tj. preslikavanje simplicijalnih skupova {\displaystyle \Lambda ^{k}[n]\to C} gdje je {\displaystyle 0<k<n}, ima proširenje do preslikavanja {\displaystyle \Delta [n]\to C}. 

## Povijest, autori i primjene
Pojam su uveli Boardman i Vogt; Vogt i Joyal stoga kvaziikategorije ponekad zovu Boardmanovim kompleksima. André Joyal je u višegodišnjim istraživanjima generalizirao većinu osnovnih pojmova i konstrukcija iz teorije kategorija na kvazikategorije. Značajnu dalju sistematizaciju područja možemo naći u seriji radova Jacoba Lurieja, posebno u njegovoj knjizi Higher topos theory; Lurie je uz to razvio spektakularne primjene te teorije (Artinov teorem predstavljivosti u izvedenoj algebarskoj geometriji, geometrijska definicija prstena topoloških modularnih formi, rješenje Baez-Dolanove slutnje o kobordizmima, primjene u topološkoj kvantnoj teoriji polja). 